# Friedrich Berger (Schauspieler)

Friedrich Berger als Kapitän Duvalle in Die Luftpiraten (1920)

Christian Friedrich Wilhelm Berger (* 24. Juni 1884 in Dresden; † 21. August 1966 in Berlin) war ein deutscher Theater- und Filmschauspieler mit einigen wenigen Ausflügen zur Film- und Bühnenregie.

## Leben und Wirken
Der gebürtige Dresdner war ein Sohn des Handelsschullehrers August Theodor Johannes Berger und dessen Frau Wilhelmine, geb. Schreib. Seine Ausbildung erhielt er in seiner Heimatstadt und war anschließend am dortigen Residenztheater engagiert. Später trat er mit verschiedenen Varieté-Ensembles auf und gastierte im In- wie Ausland. Ab 1908 war er mit der Berufskollegin Hedwig Socha verheiratet. Nach der Rückkehr aus dem Ersten Weltkrieg wirkte Berger an Berlins Deutscher Volks- und Jugendbühne und gab 1919 sein Debüt beim Stummfilm. Fortan konzentrierte er sich ganz auf die Arbeit vor der Kamera und war bis zum Ende der Stummfilmzeit ein sehr gut beschäftigter Chargendarsteller. Man sah ihn vor allem in Abenteuer- und Sensationsgeschichten, auch immer wieder mal unter Piels Regie. Dabei spielte er zwielichtige Typen (etwa den Halunken in Harry Piels Der große Coup), aber auch mal einen Professor (wie in Die rätselhafte Zwölf), einen Grafensohn (wie in Die rätselhafte Sphinx), einen General (wie in Bar el Manach) und einen Minnesänger (wie in Das deutsche Lied, seinem letzten Stummfilm).
Beim Tonfilm wurde Friedrich Berger nach fast zehnjähriger Leinwandabstinenz erst spät berücksichtigt, als man ihm 1937 drei winzige Rollen überließ. Anschließend kehrte er auch wieder zur Bühne zurück und nahm Engagements an minder wichtigen Spielstätten wie der Naturbühne Friedrichshagen, dem Memeler Stadttheater, dem Stadttheater Zwickaus und zuletzt (bis 1944) dem Stadttheater von Trier an. Nach Kriegsende 1945 übersiedelte Friedrich Berger in die Sowjetzone und setzte zunächst seine Laufbahn als Darsteller und Regisseur am Rostocker Stadttheater fort. 1949 bedachte ihn die DEFA mit einer winzigen Rolle in dem Meißen-Film Die blauen Schwerter. Danach ist Berger als Schauspieler nicht mehr nachweisbar. Er starb 82-jährig 1966 in seiner (West-)Berliner Wahlheimat.

## Filmografie
- 1919: Der große Coup
- 1919: Die rätselhafte Sphinx
- 1919: Ein Augenblick im Paradies
- 1920: Die Geheimnisse des Zirkus Barré
- 1920: Die Luftpiraten
- 1920: Das fliegende Auto
- 1920: Der Verächter des Todes
- 1920: Um fremde Schuld
- 1920: Bar el Manach
- 1920: Das Fest der schwarzen Tulpe
- 1920: Auf den Trümmern des Paradieses
- 1921: Der Reiter ohne Kopf
- 1921: Der Fürst der Berge
- 1921: Die keusche Sünderin
- 1921: Die rätselhafte Zwölf
- 1921: Ihr letzter Tanz
- 1921: Miß Venus
- 1921: Die goldene Pest
- 1921: Der schlummernde Vulkan
- 1921: Das Kind der Straße, zwei Teile
- 1922: Die rote Marianne (auch Regie)
- 1922: Das Kabinett des Dr. Segato
- 1923: Der Vagabund
- 1923: Das Wirtshaus im Spessart
- 1923: Menschen und Masken
- 1923: Lebensstürme (auch Regie)
- 1925: Schneller als der Tod
- 1927: Stolzenfels am Rhein
- 1927: Bezwinger der 1000 Gefahren
- 1927: Rätsel einer Nacht
- 1928: Der alte Fritz, 2. Teil: Ausklang
- 1928: Das deutsche Lied
- 1937: Unternehmen Michael
- 1937: Der Berg ruft
- 1937: Urlaub auf Ehrenwort
- 1949: Die blauen Schwerter